# Nematopodius debilis
Nematopodius debilis är en stekelart som först beskrevs av Julius Theodor Christian Ratzeburg 1852.  Nematopodius debilis ingår i släktet Nematopodius och familjen brokparasitsteklar. Arten är reproducerande i Sverige. Inga underarter finns listade i Catalogue of Life.